# Pastel Blues
Pastel Blues è un album della cantante e pianista jazz Nina Simone pubblicato nell'ottobre del 1965.

## Tracce
Lato A
1. Be My Husband – 3:19 (Andy Stroud) – Registrato il 19 maggio 1965 a New York City
2. Nobody Knows You When You're Down and Out – 2:35 (Jimmy Cox) – Registrato il 19 maggio 1965 a New York City
3. End of the Line – 2:51 (Cynthia Medley, John Edmondson) – Registrato il 19 maggio 1965 a New York City
4. Trouble in Mind – 2:37 (Richard M. Jones) – Registrato il 19 maggio 1965 a New York City
5. Tell Me More and More and Then Some – 3:05 (Billy Holiday) – Registrato il 19 maggio 1965 a New York City
6. Chilly Winds Don't Blow – 3:59 (Billy Lovelock, Hecky Krasnow) – Registrato nell'aprile del 1964 a New York City

Durata totale: 18:26
Lato B
1. Ain't No Use – 2:55 (Rudy Stevenson) – Registrato il 19 maggio 1965 a New York City
2. Strange Fruit – 3:26 (Lewis Allen) – Registrato il 20 maggio 1965 a New York City
3. Sinnerman – 10:15 (Brano tradizionale, arrangiamento di Nina Simone) – Registrato il 20 maggio 1965 a New York City

Durata totale: 16:36

## Musicisti
- Nina Simone – pianoforte, voce, arrangiamenti
- Al Schackman – chitarra, armonica a bocca
- Rudy Stevenson – chitarra, flauto
- Lisle Atkinson – contrabbasso
- Bobby Hamilton – batteria